# Ernst Buddeberg
Ernst Buddeberg (* 11. September 1873 in Köln; † 9. Januar 1949 in Bad Liebenzell) war ein deutscher evangelisch-lutherischer Theologe, Pfarrer, Autor und Direktor der Liebenzeller Mission.

## Leben und Wirken
Buddeberg war ein Sohn des Kaufmanns Julius Friedrich Buddeberg (1843–1905) und seiner Frau Elizabeth, geborene Furer (1846–?), die aus einer Theologenfamilie stammte, deren Vorfahren adlige Hugenotten waren. Er war das vierte von sechs Kindern. Er besuchte die Volksschule in Lindenthal und ab 1883 das Friedrich-Wilhelm-Gymnasium in Köln. Danach studierte er Evangelische Theologie in Halle, Berlin und Bonn. Sein Vikariat führte ihn nach Neukirchen-Vluyn und Nümbrecht, unterbrochen durch einen Militärdienst in einem Kölner Infanterieregiment, den er als Unteroffizier verließ. In dieser Zeit in Nümbrecht bei seinem Großonkel, Pfarrer Jakob Gerhard Engels, fand er zu einem persönlichen Glauben. Sein erstes Theologisches Examen legte er in Bonn, sein zweites in Koblenz ab.

### Wirken im Rheinland
Danach war er ein Jahr lang an der Evangelistenschule Johanneum in Wuppertal als Dozent für Neues Testament und Kirchengeschichte und für viele Jahre als deren Präses tätig. Nach der Hochzeit trat er 1901 seine erste Pfarrstelle der reformierten Gemeinde in Heiligenhaus an, wo er Jünglings- und Jungfrauenvereine gründete. In Heiligenhaus hatte einst der rheinische Pietist Gerhard Tersteegen sein Domizil, zu dessen Gedenken in Essen Konferenzen veranstaltet wurden, wo Buddeberg als Redner auftrat. 1908 wurde Buddeberg in Barmen von seinem Schwiegervater Fritz Coerper, dem Präses der Evangelischen Gesellschaft für Deutschland als deren Inspektor eingeführt. Dort hatte er sich auch mit Auswirkungen der Pfingstbewegung auseinanderzusetzen und war Mitherausgeber deren Zeitschrift „Licht und Leben“. Buddeberg war Redner an der Gnadauer Konferenz 1910, wo er zum Thema Wo fängt die Schwärmerei an? sprach. Ab 1914 war er 20 Jahre lang Pfarrer der lutherischen Christuskirche (Wuppertal-Elberfeld), die einen der Erweckungsbewegung nahestehenden Pfarrer suchte. 1917 übernahm er die Redaktion des Lutherischen Gemeindeblattes der 13 Pfarrbezirke, deren Hauptartikel er verfasste. Dessen Auflage konnte er von 5.000 auf über 27.000 steigern. Von seinem Amtsbruder übernahm er als Vorsitzender des Verwaltungsrates die Leitung des in der Cholerazeit des 19. Jahrhunderts von der Gemeinde gestifteten „Rettungshaus“ für Waisenkinder. Dies wurde später an die Stadt Elberfeld verkauft und dafür auf dem Katernberg als „Lutherstift“ weitergeführt. Dazu gründete er ein Müttererholungsheim auf dem dazu erworbenen Hof „Peters Katernberg“. Die Bergische Bibelgesellschaft berief ihn als ihren Präses, wo er sich in Zusammenarbeit mit der Bibelanstalt Stuttgart für die Verbreitung der Heiligen Schrift sowohl in Deutschland als auch in den Missionsgebieten einsetzte. Auch der Rheinische Gemeinschaftsverband wählte ihn zu seinem Präses. Für den Westdeutschen Jungmännerbund führte er häufig Treffen durch, wovon zwei auch im Monbachtal stattfanden. Als Chefredakteur gab er die Zeitschrift „Der Schatzgräber“ der Gesellschaft zur Ausbreitung des Evangeliums unter Katholiken heraus. 1931 bis 1933 war er als ehrenamtlicher Inspektor des Rheinischen Gemeinschaftsverbandes im Vorstand des Gnadauer Verbandes, wo er 1933 bei der Abfassung der Stellungnahme des Verbandes zur Glaubensbewegung Deutscher Christen wesentlich beteiligt war.

„Die Kirche ist nicht ‚Seele‘ sondern ‚Gewissen des Staates‘ und muß deshalb überparteilich bleiben, damit sie ihr biblisches Zeugnis ganz unverworren und unabhängig ausrichten kann.“

### Wirken in Württemberg
Von 1934 bis 1946, in der Zeit des Nationalsozialismus und schwierigen finanziellen Verhältnissen, war er in Nachfolge des Gründers und dem Onkel seiner Frau, Heinrich Coerper, Direktor der Liebenzeller Mission. Deren Missionsgebiete lagen zu dieser Zeit in China, Japan und den Südseeinseln. Er unterrichtete am Missionsseminar Glaubenslehre und Kirchengeschichte, woraus sein Buch Durch zwei Jahrtausende – ein Gang durch die Kirchengeschichte unserer Zeit entstand. Für die Missionsschüler genannten Studenten verfasste er eine „Brüderordnung“, für die Missionsschwesternschülerinnen eine „Schwesternordnung“ als einer christlichen Ethik. Buddeberg fasste die Missionsschwestern in einem Schwesternverband zusammen und drang darauf, dass diese möglichst eine Krankenpflegeausbildung erhielten. Schon vor Amtsantritt ließ er die Finanzen des Missionswerkes durch einen unabhängigen Wirtschaftsprüfer überprüfen und schuf im Zuge einer Neustrukturierung übersichtliche Leitungsstrukturen. Um die Verantwortung auf mehrere Schultern zu verteilen, ernannte er drei Missionsinspektoren: Adolf Witt, Wilhelm Heinsen und Pfarrer Heinrich Hertel. Er führte die Liebenzeller Mission durch die politisch und wirtschaftlich schwierige Zeit des NS-Staates und wehrte die nationalsozialistischen Versuche zur Beschränkung der Missionsarbeit ab. Im September 1945 erlitt Buddeberg einen Schlaganfall und starb nach dreijähriger Krankheit. Ab August 1946 übernahm sein Nachfolger, Pfarrer Paul-Gerhardt Möller, die Leitung des Missionswerkes.

## Haltung zum Nationalsozialismus
Buddeberg war überzeugter Monarchist. Die Verbindung von Thron und Altar sah er als eine von Gott eingesetzte Ordnung an. Deshalb habe er zur Weimarer Demokratie nie Zugang finden können. Er war von etwa 1925 bis 1930 Mitglied der DNVP. Diese im protestantischen Bürgertum beliebte nationalkonservative Partei, vereinigte militaristische, antikommunistische, reaktionäre und kaiserlich-monarchistische Interessen. Danach sympathisierte er mit der NSDAP, deren antisemitischen Überzeugungen rassistischer und nicht religiöser Natur wie bei Martin Luther oder sozial-ethischer Natur wie bei Adolf Stoecker waren. Viele Christen hatten theologische Vorbehalte gegen das Reichsbischofsamt, da sie darin eine Übernahme des „Führerprinzips“ im Bereich der Kirchen sahen. Dieses Führerprinzip jedoch forcierte Buddeberg eher noch.
Buddeberg war Mitglied der 1934 entstandenen Bekennenden Kirche, einer Oppositionsbewegung evangelischer Christen im Kirchenkampf. Den Direktor des Gnadauer Verbandes Walter Michaelis unterstützte er gegen die Deutschen Christen. So veröffentlichte er 1933 als Autor und Redaktor der Zeitschrift Licht und Leben seine Bedenken gegen die deutsche Reichskirche. Weitere Zeitschriften wie der Schatzgräber und das Lutherische Gemeindeblatt redigierte er und schaffte mit seinen Anstrengungen wachsende Leserzahlen. Seine Kleinschriften und Bücher erreichten beachtliche Auflagen, sein Werk Das Wichtigste aus der Bibelkunde erlebte 13 Auflagen mit fast 200.000 gedruckten Exemplaren.
Obwohl er zunächst ein entschiedener Gegner der Deutschen Christen war, stellte er, nachdem er die Leitungsverantwortung der Liebenzeller Mission übernommen hatte, seine Gegnerschaft zurück. Er hielt sich aus diesen Kämpfen heraus, um die außenmissionarische Arbeit, die zum Teil von der Gunst der Nationalsozialisten abhängig war, durch unvorsichtige Parteinahme nicht in Gefahr zu bringen. Nur durch die strikte Einhaltung politischer und oft auch kirchenpolitischer Neutralität gelang es ihm, das eigene Werk durch die „Wirrnisse und politischen Schwierigkeiten des Dritten Reiches“ hindurchzuretten. Auch wandte er sich nicht gegen die zahlreichen Rechtsbrüche und andere menschenverachtende Maßnahmen der nationalsozialistischen Regierung, da er weiterhin der obrigkeitshörigen politischen Ethik seiner frühen Schrift „Glaubensfragen zum Weltkrieg“ verhaftet blieb. Das führte dazu, dass er nach 1934 als Missionsleiter Mitarbeiter jüdischer Abstammung entließ. In öffentlichen Stellungnahmen meinte er Ende 1934, „dass wir noch nicht genug danken für die Wahl Adolf Hitlers; … der Staat zu Recht Zwang ausübe und Meckerer nicht zu dulden seien.“ Etwas später wurde er explizit antisemitisch: „Die Juden sind ein Fluch für andere Völker, weil sie unter dem Fluch des Messiasmordes stehende Volk sind. Wir sind damit einverstanden, dass der Einfluss der Juden in unserm Vaterland in der kräftigsten Weise unterbunden wird.“ Am 22. Mai 1936 untersagte er mit sofortiger Wirkung den Besuch jüdischer Ärzte, und wer noch in Behandlung eines jüdischen Arztes sein sollte, müsse diesen Besuch abbrechen.

## Privates
Buddeberg heiratete 1901 in Barmen seine von dort gebürtige Frau Luise Henriette Coerper (1874–1937), eine Tochter des Pfarrers Fritz Coerper (1847–1924). Das Paar hatte sieben Kinder. Der 1907 geborene Sohn Ernst Friedrich Julius wurde ebenfalls Pfarrer. Nach Luise's Tod im Jahr 1937 heiratete er ein Jahr später in Hanau seine zweite Frau Anna Wirths.

## Schriften
- Trostbüchlein an den Gräbern
- Ewigkeitsbüchlein
- Wegweiser durch die Heilige Schrift, 1908, Aussaat-Verlag, Neukirchen-Vluyn, 12 Auflagen
- Glaubensfragen zum Weltkrieg, Evang. Gesellschaft für Deutschland, Elberfeld 1916.
- Sieben Sekten des Verderbens, Buchh. der Evang. Gesellschaft für Deutschland, Elberfeld 1917, 10. Aufl. 1921.
- Das Wichtigste aus der Bibelkunde, Aussaat-Verlag, Wuppertal 1919, 13 Auflagen
- Maria Walter. Ein früh vollendetes Missionarsleben, Buchhandlung der Liebenzeller Mission, Bad Liebenzell 1920
- Wilhelm Buddeberg. Ein Lebensbild (Großvater, Professor für Geschichte und Religion in Essen).
- Ich weiß an wen ich glaube – Kurze Glaubenslehre für junge Christen mit angehängter Bibelkunde, Buchhandlung der Evangelischen Gesellschaft für Deutschland, Elberfeld 1922
- Pastor Fritz Coerper – ein Volksmissionar, Buchhandlung der Evangelischen Gesellschaft für Deutschland, Elberfeld 1925, 3 Auflagen
- Die Gottesordnung der Ehe. Ein Wort zur Klärung und Befestigung, Evang. Gesellschaft, Elberfeld 1928, 2. Aufl. 1931.
- Jakob Gerhard Engels. Ein Ewigkeitsmensch, Evang. Gesellschaft, Elberfeld 1929.
- Heilsgewißheit. Die Krone des evangelischen Glaubens, Evang. Gesellschaft, Elberfeld 1929, 3. Aufl. 1922.
- Der Protest des Evangeliums gegen die römische Kirche, Verlagshaus der Methodistenkirche, Bremen 1929.
- Blicke in die jenseitige Welt, Buchhandlung der Evangelischen Gesellschaft für Deutschland, Elberfeld 1931
- Goethe und das Evangelium, 1932, 3 Auflagen
- Der Weg zur Seligkeit nach evangelischer und katholischer Lehre, Evang. Gesellschaft, Elberfeld, 1933.
- Aus den Lebenserinnerungen eines Volksmissionars Pastor Fritz Coerper – ein Programm für unsere Zeit, Buchhandlung der Evangelischen Gesellschaft, Elberfeld 1934, 3 Auflagen
- Zu Lob und Herrlichkeit: Werden und Wachsen der Liebenzeller Mission, Buchhandlung der Liebenzeller Mission, Bad Liebenzell 1934.
- Das Wichtigste aus der Christenlehre, Buchhandlung der Evangelischen Gesellschaft für Deutschland, 1934, 7 Auflagen
- Das Wichtigste aus der Bibelkunde, Evang. Gesellschaft, Wuppertal, 14. Aufl. 1959.
- Heinrich Coerper. Aus dem Leben und Wirken des Gründers der Liebenzeller Mission, Verlag der Buchhandlung der Liebenzeller Mission, Bad Liebenzell 1936; Verlag der Liebenzeller Mission, Bad Liebenzell 1936, 4. überarbeitete Aufl. 1989, ISBN 978-3-88002-341-3.
- Die rechte Beichte, Verlag „Die Gaue“, Elberfeld, 2. Aufl. 1937.
- Durch zwei Jahrtausende – ein Gang durch die Kirchengeschichte unserer Zeit, Verlag der Johannis-Druckerei, Lahr-Dinglingen 1939.
- Wie gelange ich zur Heilsgewissheit? 1968, 2 Auflagen
- mit Lienhard Pflaum (Hrsg.): Wie gelange ich zur Heilsgewissheit?, Verlag der Liebenzeller Mission, Bad Liebenzell 1980, ISBN 978-3-88002-121-1.